# David Foster (compositor)
David Foster   (Victoria, 1 de novembre de 1949) és un músic, compositor, arranjador, productor discogràfic i executiu musical canadenc que va presidir "Verve Records" del 2012 al 2016. Ha guanyat 16 premis Grammy entre 47 nominacions.

## Adolescència i carrera
Foster va néixer a Victoria, Colúmbia Britànica, fill de Maurice (Maury) Foster, treballadora d'oficina, i d'Eleanor May (Vantreight) Foster, una mestressa de casa. El 1963, a l'edat de 13 anys, es va inscriure al programa de música de la Universitat de Washington. El 1965 va fer una audició per dirigir la banda en una discoteca d'Edmonton propietat del músic de jazz Tommy Banks. Banks va assessorar Foster en jazz, producció de discos i negocis musicals. Després d'un any allà, va decidir traslladar-se a Toronto per tocar amb Ronnie Hawkins. El 1966 es va unir a una banda secundària de Chuck Berry. El 1974 es va traslladar a Los Angeles amb la seva banda Skylark.

## Carrera
1971–1999

Foster va ser teclista del grup pop Skylark, descobert per Eirik Wangberg. La cançó de la banda "Wildflower" va tenir un èxit entre els deu primers el 1973. Quan la banda es va dissoldre, Foster va romandre a Los Angeles i juntament amb Jay Graydon va formar la banda Airplay. El 1975 va tocar a l'àlbum Extra Texture de George Harrison. Va seguir això tocant el Fender Rhodes i el clarinet a l'àlbum de Harrison Thirty Three & 1/3 un any després. El 1976, Foster es va unir a Guthrie Thomas al segon àlbum de Thomas Capitol Records, Lies and Alibis, amb Ringo Starr i una gran quantitat de famosos artistes. Foster va ser un dels principals col·laboradors de l'àlbum I Am de Earth, Wind and Fire de 1979, com a jugador d'estudi i arranjador, a més de ser co-escriptor de sis dels temes del disc, sent el més destacable la cançó "After the Love Has Gone ", pel qual Foster i els seus co-escriptors, Graydon i Bill Champlin, van guanyar el premi Grammy de 1980 a la millor cançó de R&B.
Foster va treballar com a productor d'àlbums en àlbums de The Tubes: The Completion Backward Principle (1981) i Outside Inside (1983). Va fomentar la co-protagonització de cançons com "Talk to Ya Later", co-escrita amb el cantant de Tubes Fee Waybill i Steve Lukather de Toto, l'èxit del Top 40 "Don't Want to Wait Anymore" i el número 10 dels Estats Units "She's a Beauty ". El disc Middle Man de 1980 de Boz Scaggs va veure Foster co-write i tocar el teclat en algunes de les cançons més reeixides de Scaggs, incloent "Breakdown Dead Ahead", "Jojo" i "Simone", seguit de "Look What You Have Done to Me" de la pel·lícula Urban Cowboy.
Foster va ser un dels principals contribuents a la carrera de Chicago a principis i mitjans dels anys vuitanta, ja que va treballar com a productor de la banda a Chicago 16 (1982), Chicago 17 (1984 - el seu àlbum multi-platí més venut) i Chicago 18 (1986). Com era típic dels seus projectes productors d'aquest període, Foster va escriure cançons com l'èxit de la llista número 1 nord-americana "Hard to Say I'm Sorry", "Love Me Tomorrow" (EUA núm. 22), " Stay the Night "(EUA núm. 16) i "Ets la inspiració" (EUA núm. 3). Aquestes quatre cançons van ser escrites conjuntament amb el baixista de la banda, Peter Cetera. Foster també va ajudar a Cetera a co-escriure (juntament amb l'esposa de Cetera, Diane Nini), el seu èxit en solitari número 1 als Estats Units "Glory of Love" el 1986. Les cançons "Forever" de Kenny Loggins (Nº 40) de Foster van co-protagonitzar el disc Vox de 1985 Humana i "Heart to Heart" (EUA núm. 15), del disc "High Adventure" del 1982. Foster també va treballar amb el cantant country Kenny Rogers en els àlbums d'èxit "What About Me?" (1984) i "The Heart of the Matter" (1985), aquest darrer presentava "The Best of Me", una cançó co-escrita per Richard Marx que va ser publicada per Cliff Richard el 1989, donant lloc a un èxit número dos al Regne Unit.
El 1985, la revista Rolling Stone va nomenar Foster el "mestre del...kitsch pop bombàstic". Aquell any, Foster va compondre la partitura de la pel·lícula "St. Elmo's Fire", incloent-hi l'instrumental "Love Theme from St. Elmo's Fire", que va arribar al número 15 de les llistes populars dels Estats Units. Una altra cançó de la pel·lícula, "St. Elmo's Fire (Man in Motion)", gravada per John Parr, va sortir al número 1 del Billboard Hot 100 el 7 de setembre de 1985. En els anys següents, Foster va continuar obtenint partitures ocasionals, inclosa la comèdia de Michael J. Fox "The Secret of My Success" (1987), que presentava una cançó co-escrita per Foster titulada "The Price of Love", una pista de la qual va ser interpretada per Roger Daltrey de l'àlbum "Can't Espereu a veure la pel·lícula", que Foster també va produir, i la pel·lícula "Stealing Home"" de Jodie Foster-Mark Harmon, ambdues que van generar àlbums de bandes sonores amb destacades contribucions escrites per Foster. Va col·laborar amb la llavors esposa Linda Thompson en la cançó "I Have Nothing", cantada per Whitney Houston a la pel·lícula de 1992 "The Bodyguard"; la parella també va aparèixer a l'escena dels Oscars de la pel·lícula com a director i membre de l'Acadèmia. El 1985, Foster també va co--escriure i produir "Tears are not Enough", que va assolir els 15 primers llocs. Va ser produït per Foster i enregistrat per un grup d'artistes canadencs com Joni Mitchell, Neil Young, Bryan Adams i altres de manera similar a la del Regne Unit "Do They Know It's Christmas?" i "We are the World" dels EUA.
Foster va compondre "Winter Games", la cançó principal dels Jocs Olímpics d'hivern de 1988 a Calgary, Alberta. "Winter Games" és també la banda sonora dels espectacles de fonts al complex Bellagio de Las Vegas.
El 1995, Foster va signar un acord amb "Warner Brothers" que li va permetre crear el seu propi segell boutique, 143 Records, com a empresa conjunta amb Warner. Foster va donar la responsabilitat de dirigir el segell al llavors gerent Brian Avnet. Un dels primers fitxatges del segell va ser The Corrs, una banda de folk de rock irlandesa poc coneguda aleshores, per a la qual va produir el seu àlbum de debut. El 1997, Foster es va adonar que, almenys al mercat americà, les "etiquetes de logotip" com 143 es trobaven en un "mal lloc" i, com a resultat, Foster va tornar a vendre l'etiqueta a Warner i es va convertir en vicepresident sènior a la corporació. Foster, juntament amb Kenneth "Babyface" Edmonds, van compondre "The Power of the Dream", la cançó oficial dels Jocs Olímpics d'Estiu de 1996. Foster també va produir les cançons de Diane Warren "Un-Break My Heart" cantades per Toni Braxton, "Why You Loved Me" cantades per Celine Dion i "Have You Ever?" cantada per Brandy.

## 2000s
Anys 2000

Foster va produir àlbums de debut amb discogràfiques importants per a Josh Groban (2001), Michael Bublé (2003), Renee Olstead (2004) i Charice (2010), que van ser publicats sota els seus 143 discos.
El 2001, Foster va col·laborar amb Lara Fabian i l'Orquestra Simfònica de Vancouver per gravar versions en anglès, en francès i bilingües de l'himne nacional canadenc, "O Canada", per a una promoció del govern canadenc. Foster, amb la seva llavors esposa Thompson, va compondre "Light the Fire Within", cantat per LeAnn Rimes per als Jocs Olímpics d'Hivern de 2002. El 2003, Foster va guanyar un premi Emmy per música i lletres destacades pel Concert del Dia Mundial de la Infància. La seva cançó, "I Will Be There With You" (cantada amb Katharine McPhee), ha estat utilitzada per Japan Airlines per promoure la introducció de nous avions als seus vols als Estats Units.
La pel·lícula de 2001 "The Score", protagonitzada per Robert De Niro i Marlon Brando, compta amb un enregistrament de Diana Krall, "I'll Make it Up as I Go". Aquesta cançó, que acompanya els crèdits finals de la pel·lícula, va ser composta per David Foster (juntament amb la seva filla Amy Foster-Gilles) i va ser utilitzada a la pel·lícula.
El 2005, Foster, la seva filla Amy Foster-Gillies i Beyoncé van escriure "Stand Up For Love" com a himne del Dia Mundial de la Infància, un esdeveniment anual mundial per conscienciar i finançar les causes dels nens. Al llarg dels anys, s'han recaptat més de 50 milions de dòlars per beneficiar "Ronald McDonald House Charities" i altres organitzacions infantils.
Foster parlant en una cerimònia d'Andrea Bocelli al Passeig de la Fama de Hollywood, 2010
El 2008, Foster va celebrar un concert d'una nit anomenat "Hitman: David Foster & Friends" al complex de Mandalay Bay a Las Vegas amb Foster presidint el centre del teclat, Andrea Bocelli, Michael Bublé, Josh Groban, Katharine McPhee, Celine Dion, Blake Shelton, Brian McKnight i Charice.
El 2009, la compositora Diane Warren va revelar que havia treballat amb Foster per produir temes per al pròxim àlbum de Whitney Houston i que el single de retorn de la cantant seria "I Didn't Know My Own Strength" produït per Foster.

## 2010s
El 15 de desembre de 2011 es va confirmar que Foster esdevindria el president de Verve Music Group.
El 2013, Foster va produir el primer àlbum de Nadal de Mary J. Blige, "A Mary Christmas", publicat el 15 d'octubre. L'àlbum inclou 12 clàssics com "Rudolph the Red-Nosed Reindeer", que també inclou artistes com: Marc Anthony, Jessie J, The Clark Sisters, Barbra Streisand i Chris Botti. Foster va produir l'àlbum d'Andrea Bocelli, "Passione", publicat al gener. L'àlbum és una col·lecció de cançons d'amor mediterrànies amb duets amb Jennifer Lopez, Nelly Furtado i un duet virtual amb Edith Piaf.
Foster també va produir un àlbum amb Bryan Adams anomenat "Tracks of My Years" publicat el 2014. Foster va deixar Verve el 2016 en una reorganització d'etiquetes. Foster ha estat escrivint un musical sobre Betty Boop amb Susan Birkenhead, juntament amb un musical amb Jewel, basat en la novel·la "Lucky Us d'Amy Bloom".

## Aparicions televisives
El 1992, Foster va anar a Indonèsia per gravar el programa de televisió "David Foster's Twilight Orchestra" a la cadena de televisió nacional RCTI. A principis del 2001, Foster va aparèixer a Popstars, una sèrie de realitat de WB destinada a arribar al proper grup de noies. El resultat va ser "Eden's Crush" (amb Nicole Scherzinger). Foster i Linda Thompson van escriure i produir diverses cançons al seu àlbum.

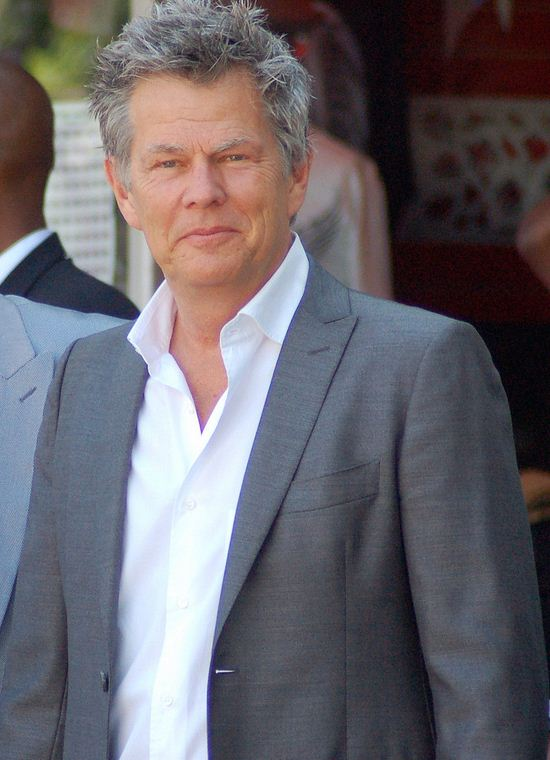
DavidFoster

El 2005, la vida de casa seva i de Linda Thompson va aparèixer en un programa de televisió de realitat realitzada per Fox. Els prínceps de Malibú, en el qual va intentar ensenyar als seus mimats fills, Brandon i Brody Jenner, els fills de Thompson i l'Olympian Caitlyn. Jenner: per redreçar la vida i guanyar-se el seu propi camí.
A finals d'abril del 2006, va aparèixer com a mentor convidat a "American Idol" i com a jutge convidat a "Nashville Star". El 2006, va ser jutge del programa de televisió "FOX Celebrity Duets" i va aparèixer a "Star Tomorrow", per a la qual es van fer audicions a Los Angeles i Nova York per tal de descobrir talent.
El juliol de 2006, Foster va fer una breu aparició a "The View" com a professor vocal de Star Jones. A l'agost del 2006, va ser el director musical de "The Concert For American Kids de JCPenney Jam". També el 2006, Foster va aparèixer a "Under the Desert Sky", l'àlbum en viu d'Andrea Bocceli i el DVD d'un concert pop celebrat a Las Vegas. El 2007, Foster va aparèixer a "Vivere Live in Tuscany" de Bocelli, un àlbum en viu i un DVD d'un concert pop realitzat al Teatro del Silenzio de Bocelli a Lajatico, Toscana al juliol. El novembre de 2007, Foster va aparèixer a l'episodi anual de "Les coses favorites" de "The Oprah Winfrey Show", actuant amb Josh Groban.
El setembre de 2008, la cantant Charice es va unir a Foster a "The Oprah Winfrey Show" amb Celine Dion per satèl·lit; i el 31 d'octubre, ell i Andrea Bocelli van tornar a aparèixer junts a Oprah, on va afirmar que Bocelli era el seu "cantant favorit al planeta". Al desembre de 2008, Foster va aparèixer en un especial de PBS titulat "Hit Man: David Foster & Friends", un concert amb actuacions en directe de Foster i de molts altres intèrprets.
Més tard, el 2011, va aparèixer en l'àlbum en viu d'Andrea Bocelli, "Concerto: One Night in Central Park" (també conegut com a Live in Central Park) i en els quatre especials de Bocelli PBS. Bocelli també va actuar durant l'especial "Hit Man de Foster".
A finals del 2012, Foster va aparèixer en un episodi de "The Real Housewives of Beverly Hills". La seva dona, Yolanda Foster, es va afegir al repartiment de la tercera temporada del programa de televisió de realitat.
El 2015, Foster es va unir al jurat d'"Asia's Got Talent". El 2017 i el 2019, va tornar com a jutge amb "Anggun, Mel C i Vanness Wu" per la segona temporada i la tercera amb "Anggun" i "Jay Park".
El 2019, PBS va organitzar una vetllada íntima amb David Foster, que també es va oferir als espectadors com a DVD, i que estava disponible en CD i baixada. L'espectacle incloïa la seva dona Katharine McPhee, el tenor Fernando Varela, Pia Toscano, Loren Allred i Shelea.

## Produccions d'àlbums de Nadal
Foster ha produït diversos àlbums nadalencs més venuts començant amb "Once Upon a Christmas", de Kenny Rogers i Dolly Parton el 1984. També va produir "These Are Special Times" (1998), de Celine Dion, "Noël" (2007) de Josh Groban, "My Christmas" (d'Andrea Bocelli) 2009), "Christmas" de Michael Bublé (2011), "Merry Christmas" de Rod Stewart, "Baby" (2012), "A Mary Christmas" de Mary J. Blige (2013) i "Tis the Season" (2016) de Jordan Smith. Així, ha produït els àlbums de Nadal més venuts de 1984, 1998, 2007-09 i 2011-12. Quatre d'aquests àlbums es classifiquen entre els quinze àlbums de Nadal més venuts de la història. A Foster també se li atribueix la composició de "Grown-Up Christmas List" (1990).

## Filantropia
Foster va crear la "David Foster Foundation", que dona suport als nens que necessiten trasplantaments mèdics. Foster també és un fervent defensor d'Israel, recaptant diners per als seus militars en recaptacions de fons el 2018.
Als Juno Awards 2019, David Foster va ser distingit pel seu treball filantròpic a causa de la seva pròpia fundació que subministrava diners a organitzacions benèfiques i famílies canadenques que necessitessin trasplantaments per salvar la vida.

## Vida personal
Foster s'ha casat cinc vegades i té cinc filles biològiques, un fill biològic i set nets. El seu primer fill, Allison Jones Foster (nascut el 1970), va néixer quan Foster tenia 20 anys. La va posar en adopció i es va tornar a connectar amb ella quan tenia 30 anys. El seu primer matrimoni va ser amb la cantant i escriptora B.J. Cook. [39] Cook i Foster van tenir una filla junta, Amy Skylark (n. 1973), compositora i autora.
Es va casar amb la seva segona esposa, Rebecca Dyer, el 27 d'octubre de 1982 i es van divorciar el 1986. Van tenir tres filles: Sara (n. 1981), Erin (n. 1982) i Jordan. Foster és el sogre de l'exjugador de tennis professional Tommy Haas, casat amb Sara.
Es va casar amb la seva tercera esposa, l'actriu Linda Thompson, el 1991 i es va divorciar el 2005. Els dos es van convertir en un equip de composició, col·laborant en diverses cançons, incloent "No tinc res", interpretada per Whitney Houston a The Bodyguard (1992) i "Grown-Up Christmas List". Foster va ser padrastre de Brody i Brandon Jenner (fills de Linda amb Caitlyn Jenner), que van créixer vivint a la seva casa de Malibu. Tots dos nois de Jenner van protagonitzar un reality show de televisió de curta durada anomenat `"The Princes of Malibu" el 2005, que també va comptar amb Foster i Thompson i es va filmar a casa de Foster i Thompson.